# Sciurus anomalus
La ardilla persa o ardilla caucásica (Sciurus anomalus) es una especie de roedor de la familia Sciuridae. Se encuentra en Armenia, Azerbaiyán, Georgia, Grecia, Irán, Irak, Israel, Jordania, Líbano, Siria y Turquía. Su hábitat natural son los bosques templados.
S. anomalus es un mamífero diploide con un contenido genético 2n=40 (FN 76). Su cariotipo consiste en 18 pares de cromosomas metacéntricos y submetacéntricos, un par subtelocéntrico así como otro par submetracéntrico de pequeño tamaño que se cree que podría corresponder a los cromosomas sexuales.

## Subespecies
Se conocen tres subespecies de Sciurus anomalus.
- Sciurus anomalus anomalus
- Sciurus anomalus pallescens
- Sciurus anomalus syriacus